# Вулиця Гусовського
Ву́лиця Гусо́вського — вулиця в Печерському районі міста Києва, місцевість Печерськ. Пролягає від Кловського узвозу до Печерської площі.
Прилучаються вулиці Різницька, Рибальська і Панаса Мирного.

## Історія
Вулиця виникла у XVIII столітті, існувала під назвами: Васильківська, Власівська, Севська. З середини XIX століття — Кловська. Сучасна назва на честь Героя Соціалістичної Праці генерального директора Київського заводу «Арсенал» Сергія Гусовського — з 1985 року.